# フェネルバフチェSK
フェネルバフチェ・スポル・クリュビュ（トルコ語: Fenerbahçe Spor Kulübü）は、トルコのイスタンブールを本拠地とする総合スポーツクラブで、2016年にはフェネルバフチェ大学も設立した。
この頁ではサッカークラブを主として記述する。

## 概要
ガラタサライ、ベシクタシュと並びトルコサッカー界を代表するチーム。リーグでは創設1年目の優勝など19回を数える。トルコではガラタサライに次いで2番目に人気のあるクラブである。

## 歴史
フェネルバフチェはイスタンブールのカドゥキョイ地区に、3名のトルコ人によって設立された。当時トルコでは、時のスルタンであるアブデュルハミト2世が、トルコ人がサッカーチームを設立しプレーすることを禁じていたため、この設立は極秘裏になされた。その後の最初のミーティングで、創設者の中からソンギュレンが最初の会長として選出された。1908年に起こった青年トルコ人革命により政変がなされるまで、フェネルバフチェの活動は密かに行われていた。チームは1909年にイスタンブールのサッカーリーグに加盟し、1912-13シーズンには初めてチャンピオンシップを制した。
2006年7月4日、元日本代表監督ジーコの監督就任が発表された。同監督の下で、2007年5月13日、記念すべきクラブ創立100周年目に17回目のリーグ優勝を達成。また、2007-08シーズンのUEFAチャンピオンズリーグでは、トルコのクラブ史上2度目の準々決勝進出を果たした。しかし、国内リーグでは2位に終わり、ジーコ監督はクラブと次シーズンについての意見が合わず退任することとなった。兄でコーチでもあったエドゥのインタビューによると、アジズ会長の現場への介入に関する対立が主原因であったという。
後任にルイス・アラゴネスを招聘した2008-09シーズンは、トルコ代表キャプテンのエムレ・ベロゾールやスペイン代表ダニエル・グイサを獲得。王座奪還を期待されたが、もともと多数を占めていたブラジル人選手とアラゴネスが獲得したスペイン人選手が最後まで馴染まず、チャンピオンズリーグは1勝もできず敗退、リーグ戦でも4位という結果に終わった。
2009-10シーズンは、2003-04, 2004-05シーズンの連覇を達成したクリストフ・ダウムが再任。勝てば優勝という条件だった最終節のトラブゾンスポル戦に引き分けまたもリーグ制覇を逃す。カップ戦こそ優勝したものの、この年限りでダウムはチームを離れることとなった。
2010-11シーズン、チームの歴代最多得点記録保持者でもあるアイクト・コジャマンが監督に就任。セネガル代表ママドゥ・ニアングやスロバキア代表ミロスラフ・ストフなど攻撃的な選手を数多く加え、攻撃サッカーを標榜すると、勝ち点でトラブゾンスポルに並ばれるも得失点差で上回り優勝を果たした。しかし、このシーズンにおいて八百長疑惑が浮上(後述)。国内リーグにおいては証拠不十分として降格などの厳罰は免れたが、事態を重く見たUEFAから欧州大会への出場権を剥奪されるなどの処分が下った。
2011-12シーズンは前年の八百長疑惑の影響で選手補強が進まず、特に開幕前に獲得したエマヌエル・エメニケを、公式戦に出場することなく放出するといった事態が生じた。(なおエメニケは2013-14シーズンに再び獲得され、フェネルバフチェに復帰している。)
2012-13シーズンはラウル・メイレレス、ミロシュ・クラシッチ、メフメト・トパル、ディルク・カイトらを獲得するも、シーズン前に副キャプテンのエムレがアトレティコ・マドリードに移籍。さらにはキャプテンであり長年にわたってチームを支えてきたアレックスが開幕直後の2012年10月1日に契約解除により退団。このように、チームの象徴とも言えるアレックスの退団を巡るトラブルもありチームは序盤戦低迷し4位で折り返す。
冬の移籍市場でエムレをアトレティコから、レト・ツィーグラーをユヴェントスFCから呼び戻し、さらにはピエール・ウェボも獲得。すると徐々にチーム状態は上向き、2位でシーズンを終えた。
2013-14シーズンはエルスン・ヤナルが新監督に就任。ミハル・カドレツ、ブルーノ・アルヴェス、エマヌエル・エメニケといったビッグネームを次々と獲得する。開幕戦こそコンヤスポルに敗れるも、2節から14試合無敗(12勝2分)を達成するなど好調を維持。5節から一度も首位を明け渡すことなくシーズンを終え、2011-12シーズン以来の優勝を達成した。
2014-15シーズンはジエゴらを獲得した。2015年4月4日、アウェーで行われたチャイクル・リゼスポル戦後にチームバスが銃撃に遭い、運転手が重傷を負った。
2015-16シーズンはロビン・ファン・ペルシやナニ、ラザル・マルコヴィッチ、シモン・ケアーら大物を次々と獲得。
2016-17シーズンはグレゴリー・ファン・デル・ヴィールやマルティン・シュクルテル、ロマン・ノイシュテッターを完全移籍で獲得し、イェレマイン・レンスやムサ・ソウ、オレクサンドル・カラバエフをレンタルで獲得した一方でナニ、ブルーノ・アウベス、ジエゴ、ラウル・メイレレスらが退団した。ヨーロッパリーグではマンチェスター・ユナイテッドやフェイエノールトを抑えグループリーグを1位通過するものの、ベスト32でFCクラスノダールに敗れた。
2017-18シーズン。夏の移籍市場において、モロッコ代表MFナビル・ディラル、フランス代表MFマテュー・ヴァルブエナ、チリ代表DFマウリシオ・イスラ、カメルーン代表GKイドリス・カメニ、スペイン代表FWロベルト・ソルダード、ブラジル代表MFジュリアーノを獲得した一方でエメニケ、ストフ、ケアーといった主力を放出した。
2024-25シーズンはジョゼ・モウリーニョが監督に就任。

## 著名な選手
1907年に設立された際、フェネルバフチェは多くの選手を抱えていた。その中でもっとも長くチームに在籍したのがガリプ・クラクシゾールである。彼は17年にわたりチームに在籍し、1924年に引退するまでに216試合に出場した。
ゼキ・リザ・スポレルは、フェネルバフチェの初めてのユース出身の選手である。18年にわたる在籍期間で、352試合で470得点という記録を残した。ゼキはトルコ代表としても16試合に出場し、15得点を記録している。
近年において有名なのは、ブラジル生まれのメフメト・アウレリオで、2006年にトルコ国籍を取得し、トルコ代表に選出された初めての選手となった。 もう一人のブラジル生まれの選手であるウェデルソンもトルコ国籍を持っていた。元ブラジル代表アレックスは、外国籍の選手としてフェネルバフチェでの最多得点記録を保持している。
カタールワールドカッブで活躍したクロアチアのGKドミニク・リヴァコヴィッチが現在在籍している。

## ライバル
フェネルバフチェ、ガラタサライ、ベシクタシュのイスタンブールの3チームは「ビッグ3」と呼ばれ、100年を超えるライバル関係がある。特にフェネルバフチェとガラタサライのダービーはクタラララス・デルビと呼ばれ、トルコにおいてもっとも重要なダービーとなっている。
そのライバル関係は時にサポーターの危険な行動をも引き起こしている。特に発炎筒、旗、巨大なポスターを用いた応援はアウェイチームに大きなプレッシャーを与えており、ファンの間では"welcoming them to hell"(地獄へようこそ)と呼ばれている。

## ホームスタジアム
フェネルバフチェのホームスタジアムは設立された1908年から変わらず、イスタンブールのカドゥキョイ地区のシュクリュ・サラジオウルである。
1999年から2006年にかけて改築が行われ、50,509人を収容するスタジアムとなった。2005年にはクラブのミュージアムも同スタジアム内に作られた。
スタジアムが建設される前、この地のグラウンドは"Papazın Çayırı"(聖職者のグラウンド)と呼ばれていた。しかしこのスタジアムはイスタンブールのサッカーリーグが行われる最初のスタジアムとなった。1908年、各地のチームが常設のサッカースタジアムを求めるようになり、この土地はアブデュルハミト2世によって貸し出されることとなり、その名ももっとも寄付金を支払ったチーム命にちなんでユニオンクラブフィールドと改められた。ユニオンクラブフィールドは当時の持ち主であるユニオンクラブ(第一次世界大戦後にイッティハツスポルと改称)をはじめ、フェネルバフチェ、ガラタサライ、ベシクタシュなど多くのクラブによって使用された。
しかし、1922年にタクシムスタジアムが作られるとユニオンクラブフィールドはその重要性を失った。スタジアムの所有者であったイッティハツスポルは、シュクリュ・サラジオウルがメンバーに名を連ねていた当時の政府によってスタジアム売却を強いられる。こうしてスタジアムは市の所有物となったものの、その後すぐにフェネルバフチェに貸し出されることとなった。
1933年5月27日、シュクリュ・サラジオウルがフェネルバフチェの会長を務めていた際に、クラブは政府からスタジアムを購入した。スタジアム名はフェネルバフチェスタジアムと改称され、シュクリュ・サラジオウルの助けがあったものの、フェネルバフチェはスタジアムを所有するトルコで最初のチームとなった。
その後、フェネルバフチェはスタジアムの改修を行い、規模を拡大させる。1949年には25,000人を収容するトルコ最大のスタジアムとなる。1998年にはフェネルバフチェの会長でもあり、トルコの第6代首相でもあるシュクリュ・サラジオウルにちなんでフェネルバフチェ・シュクリュ・サラジオウルスタジアムと改称した。

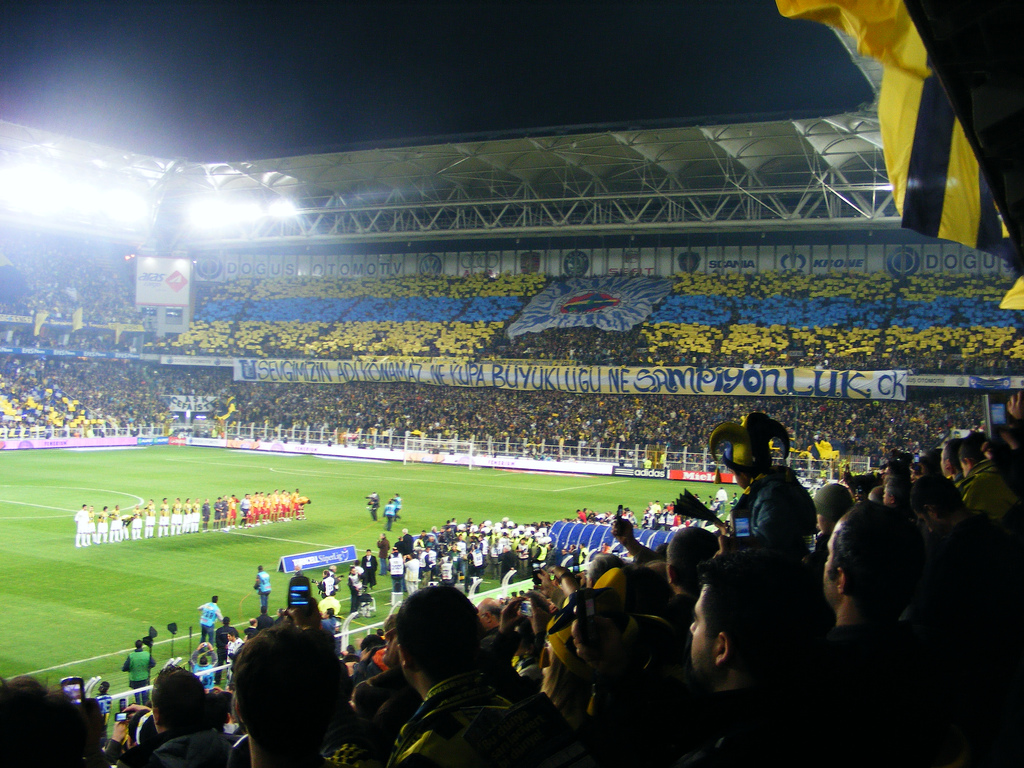
シュクリュ・サラジオウル・スタジアム

## スキャンダル
2010-11シーズンに、国内において八百長を行った疑惑が浮上し、UEFA規律委員会による調査の後、2013年6月25日、2012-13シーズンの成績によって参加資格を得ていたUEFAチャンピオンズリーグ 2013-14予選への出場権剥奪、および同シーズンを含む今後3シーズンのUEFA主催大会への参加禁止が通達された。ただし、3シーズン目の処分には5年間の執行猶予が付いており、猶予期間に同様の問題が起きなければ、処分の適応は2シーズンとなる。

## タイトル

### 国内
- スュペル・リグ
  - 1959, 1960-61, 1963-64, 1964-65, 1967-68, 1969-70, 1973-74, 1974-75, 1977-78, 1982-83, 1984-85, 1988-89, 1995-96, 2000-01, 2003-04, 2004-05, 2006-07, 2010-11, 2013-14
- トルコカップ
  - 1967-68, 1973-74, 1978-79, 1982-83, 2011-12, 2012-13, 2022-23
- トルコスーパーカップ
  - 1968, 1973, 1975, 1984, 1985, 1990, 2007, 2009, 2014
- トルコサッカー選手権
  - 1933, 1935, 1944
- ナショナルリーグ
  - 1936-37, 1939-40, 1942-43, 1944-45, 1945-46, 1949-50
- 内閣総理大臣杯
  - 1944-45, 1945-46, 1949-50, 1972-73, 1979-80, 1988-89, 1992-93, 1997-98
- TSYDカップ
  - 1969-70, 1973-74, 1975-76, 1976-77, 1978-79, 1979-80, 1980-81, 1982-83, 1985-86, 1986-87, 1994-95, 1995-96
- アタチュルクカップ
  - 1963-64, 1998
- イスタンブールフットボールリーグ
  - 1911-12, 1913-14, 1914-15, 1920-21, 1922-23, 1929-30, 1932-33, 1934-35, 1935-36, 1936-37, 1943-44, 1946-47, 1947-48, 1952-53, 1956-57, 1958-59
- イスタンブールカップ
  - 1945
- イスタンブールシールド
  - 1930, 1934, 1938, 1939
- スポーツトトカップ
  - 1967
- 艦隊杯
  - 1982, 1983, 1984, 1985

### 国外
- バルカン・カップ
  - 1966-67

## 過去の成績
| シーズン | ディビジョン   | ディビジョン | ディビジョン     | ディビジョン | ディビジョン | ディビジョン | ディビジョン | ディビジョン | ディビジョン | カップ               | 欧州カップ                     | 欧州カップ           |
| シーズン | リーグ         | 試           | 勝               | 分           | 敗           | 得           | 失           | 点           | 順位         | カップ               | 欧州カップ                     | 欧州カップ           |
| -------- | -------------- | ------------ | ---------------- | ------------ | ------------ | ------------ | ------------ | ------------ | ------------ | -------------------- | ------------------------------ | -------------------- |
| 1980-81  | スュペル・リグ | 30           | 9                | 11           | 10           | 31           | 27           | 29           | 10位         |                      | UEFAカップ                     | 1回戦敗退            |
| 1981-82  | スュペル・リグ | 32           | 15               | 11           | 6            | 48           | 26           | 41           | 3位          |                      |                                |                      |
| 1982-83  | スュペル・リグ | 34           | 18               | 13           | 3            | 43           | 20           | 49           | 1位          | 優勝                 |                                |                      |
| 1983-84  | スュペル・リグ | 34           | 17               | 11           | 6            | 46           | 24           | 45           | 2位          |                      | チャンピオンズカップ           | 1回戦敗退            |
| 1984-85  | スュペル・リグ | 34           | 18               | 14           | 2            | 65           | 25           | 50           | 1位          |                      | UEFAカップ                     | 1回戦敗退            |
| 1985-86  | スュペル・リグ | 36           | 13               | 16           | 7            | 40           | 32           | 42           | 5位          |                      | チャンピオンズカップ           | 2回戦敗退            |
| 1986-87  | ファーストリガ | 36           | 13               | 13           | 10           | 46           | 39           | 39           | 5位          |                      |                                |                      |
| 1987-88  | スュペル・リグ | 38           | 15               | 10           | 13           | 45           | 43           | 55           | 8位          |                      |                                |                      |
| 1988-89  | スュペル・リグ | 36           | 29               | 6            | 1            | 103          | 27           | 93           | 1位          | 準優勝               |                                |                      |
| 1989-90  | スュペル・リグ | 34           | 22               | 4            | 8            | 70           | 38           | 70           | 2位          |                      | チャンピオンズカップ           | 1回戦敗退            |
| 1990-91  | スュペル・リグ | 30           | 12               | 8            | 10           | 53           | 53           | 44           | 5位          |                      | UEFAカップ                     | 2回戦敗退            |
| 1991-92  | スュペル・リグ | 30           | 23               | 2            | 5            | 81           | 35           | 71           | 2位          |                      |                                |                      |
| 1992-93  | スュペル・リグ | 30           | 18               | 4            | 8            | 75           | 41           | 58           | 5位          | 準決勝敗退           | UEFAカップ                     | 2回戦敗退            |
| 1993-94  | スュペル・リグ | 30           | 21               | 6            | 3            | 69           | 26           | 69           | 2位          | 準々決勝敗退         |                                |                      |
| 1994-95  | スュペル・リグ | 34           | 20               | 7            | 7            | 78           | 35           | 67           | 4位          | 準決勝敗退           | UEFAカップ                     | 1回戦敗退            |
| 1995-96  | スュペル・リグ | 34           | 26               | 6            | 2            | 68           | 19           | 84           | 1位          | 準優勝               | UEFAカップ                     | 1回戦敗退            |
| 1996-97  | スュペル・リグ | 34           | 22               | 7            | 5            | 79           | 25           | 73           | 3位          | 準々決勝敗退         | チャンピオンズリーグ           | グループステージ敗退 |
| 1997-98  | スュペル・リグ | 34           | 21               | 8            | 5            | 61           | 25           | 71           | 2位          | 準々決勝敗退         | UEFAカップ                     | 1回戦敗退            |
| 1998-99  | スュペル・リグ | 34           | 22               | 6            | 6            | 84           | 29           | 72           | 3位          |                      | UEFAカップ                     | 1回戦敗退            |
| 1999-00  | スュペル・リグ | 34           | 17               | 10           | 7            | 59           | 44           | 61           | 4位          | ベスト32             | UEFAカップ                     | 1回戦敗退            |
| 2000-01  | スュペル・リグ | 34           | 24               | 4            | 6            | 82           | 39           | 76           | 1位          | 準優勝               |                                |                      |
| 2001-02  | スュペル・リグ | 34           | 24               | 3            | 7            | 70           | 31           | 75           | 2位          | 4回戦敗退            |                                |                      |
| 2002-03  | スュペル・リグ | 34           | 13               | 12           | 9            | 55           | 42           | 51           | 6位          | 2回戦敗退            | UEFAカップ                     | 2回戦敗退            |
| 2003-04  | スュペル・リグ | 34           | 23               | 7            | 4            | 82           | 41           | 76           | 1位          | 準決勝敗退           | -                              | -                    |
| 2004-05  | スュペル・リグ | 34           | 26               | 2            | 6            | 77           | 24           | 80           | 1位          | 準優勝               | チャンピオンズリーグ           | グループリーグ敗退   |
| 2004-05  | スュペル・リグ | 34           | 26               | 2            | 6            | 77           | 24           | 80           | 1位          | 準優勝               | UEFAカップ                     | ベスト32             |
| 2005-06  | スュペル・リグ | 34           | 25               | 6            | 3            | 90           | 34           | 81           | 2位          | 準優勝               | チャンピオンズリーグ           | グループリーグ敗退   |
| 2006-07  | スュペル・リグ | 34           | 20               | 10           | 4            | 65           | 31           | 70           | 1位          | 準決勝敗退           | チャンピオンズリーグ           | 予選3回戦敗退        |
| 2006-07  | スュペル・リグ | 34           | 20               | 10           | 4            | 65           | 31           | 70           | 1位          | 準決勝敗退           | UEFAカップ                     | ベスト32             |
| 2007-08  | スュペル・リグ | 34           | 22               | 7            | 5            | 72           | 37           | 73           | 2位          | 準々決勝敗退         | チャンピオンズリーグ           | 準々決勝敗退         |
| 2008-09  | スュペル・リグ | 34           | 18               | 7            | 9            | 60           | 36           | 61           | 4位          | 準優勝               | チャンピオンズリーグ           | グループリーグ敗退   |
| 2009-10  | スュペル・リグ | 34           | 23               | 5            | 6            | 61           | 28           | 74           | 2位          | 準優勝               | ヨーロッパリーグ               | ベスト32             |
| 2010-11  | スュペル・リグ | 34           | 26               | 4            | 4            | 84           | 34           | 82           | 1位          | グループステージ敗退 | チャンピオンズリーグ           | 予選3回戦敗退        |
| 2010-11  | スュペル・リグ | 34           | 26               | 4            | 4            | 84           | 34           | 82           | 1位          | グループステージ敗退 | ヨーロッパリーグ               | プレーオフ敗退       |
| 2011-12  | スュペル・リグ | 34           | 20               | 8            | 6            | 61           | 34           | 68           | 2位          | 優勝                 | -                              | -                    |
| 2012-13  | スュペル・リグ | 34           | 18               | 7            | 9            | 56           | 39           | 61           | 2位          | 優勝                 | チャンピオンズリーグ           | プレーオフ敗退       |
| 2012-13  | スュペル・リグ | 34           | 18               | 7            | 9            | 56           | 39           | 61           | 2位          | 優勝                 | ヨーロッパリーグ               | 準決勝敗退           |
| 2013-14  | スュペル・リグ | 34           | 23               | 5            | 6            | 74           | 33           | 74           | 1位          | 4回戦敗退            | チャンピオンズリーグ           | プレーオフ敗退       |
| 2013-14  | スュペル・リグ | 34           | 23               | 5            | 6            | 74           | 33           | 74           | 1位          | 4回戦敗退            | ヨーロッパリーグ               | 出場権剥奪           |
| 2014-15  | スュペル・リグ | 34           | 22               | 8            | 4            | 60           | 29           | 74           | 2位          | 準決勝敗退           | -                              | -                    |
| 2015-16  | スュペル・リグ | 34           | 22               | 8            | 4            | 60           | 27           | 74           | 2位          | 準優勝               | チャンピオンズリーグ           | 予選3回戦敗退        |
| 2015-16  | スュペル・リグ | 34           | 22               | 8            | 4            | 60           | 27           | 74           | 2位          | 準優勝               | ヨーロッパリーグ               | ベスト16             |
| 2016-17  | スュペル・リグ | 34           | 18               | 10           | 6            | 60           | 32           | 64           | 3位          | 準決勝敗退           | チャンピオンズリーグ           | 予選3回戦敗退        |
| 2016-17  | スュペル・リグ | 34           | 18               | 10           | 6            | 60           | 32           | 64           | 3位          | 準決勝敗退           | ヨーロッパリーグ               | ベスト32             |
| 2017-18  | スュペル・リグ | 34           | 24               | 3            | 7            | 75           | 33           | 75           | 1位          | 準優勝               | ヨーロッパリーグ               | プレーオフ敗退       |
| 2018-19  | スュペル・リグ | 34           | 11               | 13           | 10           | 44           | 44           | 46           | 6位          | ベスト16             | チャンピオンズリーグ           | 予選3回戦敗退        |
| 2018-19  | スュペル・リグ | 34           | 11               | 13           | 10           | 44           | 44           | 46           | 6位          | ベスト16             | ヨーロッパリーグ               | ベスト32             |
| 2019-20  | スュペル・リグ | 34           | 15               | 8            | 11           | 58           | 46           | 53           | 7位          | 準決勝敗退           |                                |                      |
| 2020-21  | スュペル・リグ | 40           | 25               | 7            | 8            | 72           | 41           | 82           | 3位          | 準々決勝敗退         |                                |                      |
| 2021-22  | スュペル・リグ | 34           | 21               | 10           | 7            | 73           | 38           | 73           | 2位          | ベスト16             | ヨーロッパリーグ               | グループリーグ敗退   |
| 2021-22  | スュペル・リグ | 34           | 21               | 10           | 7            | 73           | 38           | 73           | 2位          | ベスト16             | ヨーロッパカンファレンスリーグ | 決勝プレーオフ敗退   |
| 2022-23  | スュペル・リグ | 36           | 25               | 5            | 6            | 87           | 42           | 80           | 2位          | 優勝                 | チャンピオンズリーグ           | 予選2回戦敗退        |
| 2022-23  | スュペル・リグ | 36           | 25               | 5            | 6            | 87           | 42           | 80           | 2位          | 優勝                 | ヨーロッパリーグ               | ベスト16             |
| 2023-24  | スュペル・リグ | 38           | 31               | 6            | 1            | 99           | 31           | 99           | 2位          | 準々決勝敗退         | ヨーロッパカンファレンスリーグ | 準々決勝敗退         |
| 2024-25  | スュペル・リグ | 38           |                  |              |              |              |              |              |              |                      | チャンピオンズリーグ           | 予選3回戦敗退        |
| 2024-25  | スュペル・リグ | 38           | ヨーロッパリーグ | ベスト16     |              |              |              |              |              |                      |                                |                      |

## 現所属メンバー
2024-25シーズン開幕戦フォーメーション
2025年3月20日現在
注：選手の国籍表記はFIFAの定めた代表資格ルールに基づく。
| No. | Pos. |                          | 選手名                           |
| --- | ---- | ------------------------ | -------------------------------- |
| 1   | GK   | トルコ                   | イルファン・ジャン・エグリバヤト |
| 4   | DF   | トルコ                   | チャーラル・ソユンジュ           |
| 5   | MF   | トルコ                   | イスマイル・ユクセキ             |
| 6   | DF   | ガーナ                   | アレクサンデル・ジク ()          |
| 7   | FW   | トルコ                   | ブラク・カパチャク               |
| 8   | MF   | トルコ                   | メルト・ハカン・ヤンダシュ       |
| 9   | FW   | ボスニア・ヘルツェゴビナ | エディン・ジェコ                 |
| 10  | FW   | セルビア                 | ドゥシャン・タディッチ           |
| 13  | MF   | ブラジル                 | フレッジ                         |
| 16  | DF   | トルコ                   | メルト・ミュルドゥル ()          |
| 17  | FW   | トルコ                   | イルファン・ジャン・カフヴェジ   |
| 18  | MF   | セルビア                 | フィリップ・コスティッチ         |
| 19  | FW   | モロッコ                 | ユセフ・エン＝ネシリ ()          |
| 21  | DF   | ナイジェリア             | ブライト・オサイ＝サミュエル ()  |
| 22  | DF   | トルコ                   | レヴェント・メルジャン ()        |

| No. | Pos. |            | 選手名                                |
| --- | ---- | ---------- | ------------------------------------- |
| 23  | FW   | トルコ     | ジェンク・トスン ()                   |
| 24  | DF   | オランダ   | ヤイデン・オーステルヴォルデ ()       |
| 33  | DF   | ブラジル   | ジエゴ・カルロス ()                   |
| 34  | MF   | モロッコ   | ソフィアン･アムラバト ()              |
| 37  | DF   | スロバキア | ミラン・シュクリニアル                |
| 40  | GK   | クロアチア | ドミニク・リヴァコヴィッチ            |
| 50  | DF   | ブラジル   | ロドリゴ・ベカン                      |
| 53  | MF   | ポーランド | セバスティアン・シマンスキ            |
| 54  | GK   | トルコ     | オスマン・エルトゥールル・チェティン  |
| 70  | FW   | トルコ     | オグズ・アイディン                    |
| 94  | MF   | ブラジル   | タリスカ                              |
| 95  | DF   | トルコ     | ユスフ・アクチチェク                  |
| 97  | FW   | フランス   | アラン・イレネー・サン＝マクシマン () |
| --  | DF   | トルコ     | セルダル・アジズ                      |

監督
- ジョゼ・モウリーニョ

### ローン移籍
in
注：選手の国籍表記はFIFAの定めた代表資格ルールに基づく。
| No. | Pos. |          | 選手名                                        |
| --- | ---- | -------- | --------------------------------------------- |
| 18  | MF   | セルビア | フィリップ・コスティッチ (ユヴェントス)       |
| 34  | MF   | モロッコ | ソフィアン･アムラバト (フィオレンティーナ) () |

| No. | Pos. |            | 選手名                                               |
| --- | ---- | ---------- | ---------------------------------------------------- |
| 37  | DF   | スロバキア | ミラン・シュクリニアル (PSG)                         |
| 96  | FW   | フランス   | アラン・イレネー・サン＝マクシマン (アル・アハリ) () |

out
注：選手の国籍表記はFIFAの定めた代表資格ルールに基づく。
| No. | Pos. |            | 選手名                              |
| --- | ---- | ---------- | ----------------------------------- |
| --  | FW   | トルコ     | ジェンギズ・ウンデル (ロサンゼルス) |
| --  | MF   | ブラジル   | リンコウン・エンヒキ (ハル)         |
| --  | DF   | セルビア   | オグニェン・ミモヴィッチ (ゼニト)   |
| --  | MF   | スロベニア | ミハ・ザイツ (トゥールーズ)         |
| --  | FW   | トルコ     | エムレ・モル (エユプスポル) ()      |
| --  | MF   | トルコ     | バルトゥグ・エルマス (マリボル)     |
| --  | DF   | トルコ     | エミル・オルタカヤ (ウェステルロー) |
| --  | DF   | エジプト   | オマル・ファイド (ベールスホット)   |

| No. | Pos. |                  | 選手名                                        |
| --- | ---- | ---------------- | --------------------------------------------- |
| --  | MF   | トルコ           | エムレ・デミル (サカリヤスポル)               |
| --  | MF   | 大韓民国         | チョ・ジノ (ラドニチュキ・ニシュ)             |
| --  | DF   | トルコ           | イイビット・フィダン (イスタンブールスポル)   |
| --  | DF   | トルコ           | イイビット・エフェ・デミル (カラギュムリュク) |
| --  | GK   | トルコ           | フルカン・アクユズ (カラギュムリュク)         |
| --  | MF   | コートジボワール | マリウス・トレゾール・ドウ (カラギュムリュク) |
| --  | FW   | トルコ           | アルダ・アクガン (カラギュムリュク)           |

## 歴代監督
- フース・ヒディンク 1990-1991
- ジョゼフ・ベングロシュ 1991-1993
- ホルガー・オジェック 1993-1994
- トミスラフ・イヴィッチ 1995
- カルロス・アルベルト・パレイラ 1995-1996
- セバスティアン・ラザロニ 1996-1997
- オットー・バリッチ 1997-1998
- ヨアヒム・レーヴ 1998-1999
- ルドヴァン・ディルメン 1999
- ズデネク・ゼーマン 1999-2000
- トゥルハン・ソフオール 2000
- ムスタファ・デニズリ 2000-2001
- ヴェルナー・ローラント 2002
- オウズ・チェティン 2002-2003
- タメル・ギュネイ 2003
- クリストフ・ダウム 2003-2006
- ジーコ 2006-2008
- ルイス・アラゴネス 2008-2009
- クリストフ・ダウム 2009-2010
- アイクト・コジャマン 2010-2013
- エルスン・ヤナル 2013-2014
- イスマイル・カルタル 2014-2015
- ヴィトール・ペレイラ 2015-2016
- ディック・アドフォカート 2016–2017
- アイクト・コジャマン 2017-2018
- フィリップ・コクー 2018
- エルウィン・クーマン 2018
- エルスン・ヤナル 2018-2020
- タヒル・カラプナル 2020
- エロル・ブルト 2020-2021
- エムレ・ベロゾール 2021
- ヴィトール・ペレイラ 2021-2022
- イスマイル・カルタル 2022
- ジョルジェ・ジェズス 2022-2023
- イスマイル・カルタル 2023-2024
- ジョゼ・モウリーニョ 2024-

## 歴代所属選手

### GK
- リュストゥ・レチベル 1994-2003, 2004-2007
- ヴォルカン・デミレル 2002-
- ヴォルカン・ババジャン 2006-2012

### DF
- イェス・ヘフ 1995-1999
- ムラト・ヤキン 1998-2000
- アルパイ・オザラン 1999-2000
- ウミト・オザト 2001-2007
- ディエゴ・ルガーノ 2006-2011
- ロベルト・カルロス 2007-2009
- アンドレ・サントス 2009-2011
- ジョゼフ・ヨボ 2010-2014
- ジャネル・エルキン 2010-2016
- レト・ツィークラー 2011-2012

### MF
- ジョニ・ノヴァク 1992-1994
- オーガスティン・オコチャ 1996-1998
- ニコラ・ラゼティッチ 2000-2002
- アリエル・オルテガ 2002-2003
- アレックス 2004-2012
- スティーヴン・アッピアー 2005-2008
- エムレ・ベロゾール 2008-2012, 2013-2015
- イシアル・ディア 2010-2012
- ミロスラフ・ストッフ 2010-
- オザン・トゥファン 2015-

### FW
- セミフ・シェンテュルク 1999-2001, 2002-2014
- ミラン・ラパイッチ 2000-2002
- ケネット・アンデション 2000-2002
- ワシントン 2002
- トゥンジャイ・シャンル 2002-2007
- セルゲイ・レブロフ 2003-2004
- ピエール・ファン・ホーイドンク 2003-2005
- メルト・ノブレ 2003-2006
- ニコラ・アネルカ 2005-2006
- マテヤ・ケジュマン 2006-2008
- ダニ・グイサ 2008-2011
- ギョクハン・ウナル 2010-2011
- ママドゥ・ニアン 2010-2011
- ディルク・カイト 2012-2015
- ロビン・ファン・ペルシ 2015-2018
- マックス・クルーゼ 2019-2020

## 歴代会長
| 名前                   | 期間      |
| ---------------------- | --------- |
| ファルク・イルガズ     | 1976-1980 |
| ラジ・トラク           | 1980-1981 |
| アリ・ハイダル・シェン | 1981-1983 |
| ファルク・イルガズ     | 1983-1984 |
| フィクレト・アルジャン | 1984-1986 |
| タフスィン・カヤ       | 1986-1989 |
| メティン・アシュク     | 1989-1993 |
| ギュヴェン・サザク     | 1993-1994 |
| ハサン・ヨザイドゥン   | 1994      |
| アリ・ハイダル・シェン | 1994-1998 |
| アジズ・ユルドゥルム   | 1998-2018 |
| アリ・コチュ           | 2018-     |